# Peckia smarti
Peckia smarti är en tvåvingeart som först beskrevs av Guilherme A.M.Lopes 1941.  Peckia smarti ingår i släktet Peckia och familjen köttflugor.
Artens utbredningsområde är Guyana. Inga underarter finns listade i Catalogue of Life.